# Jean-Baptiste Abel

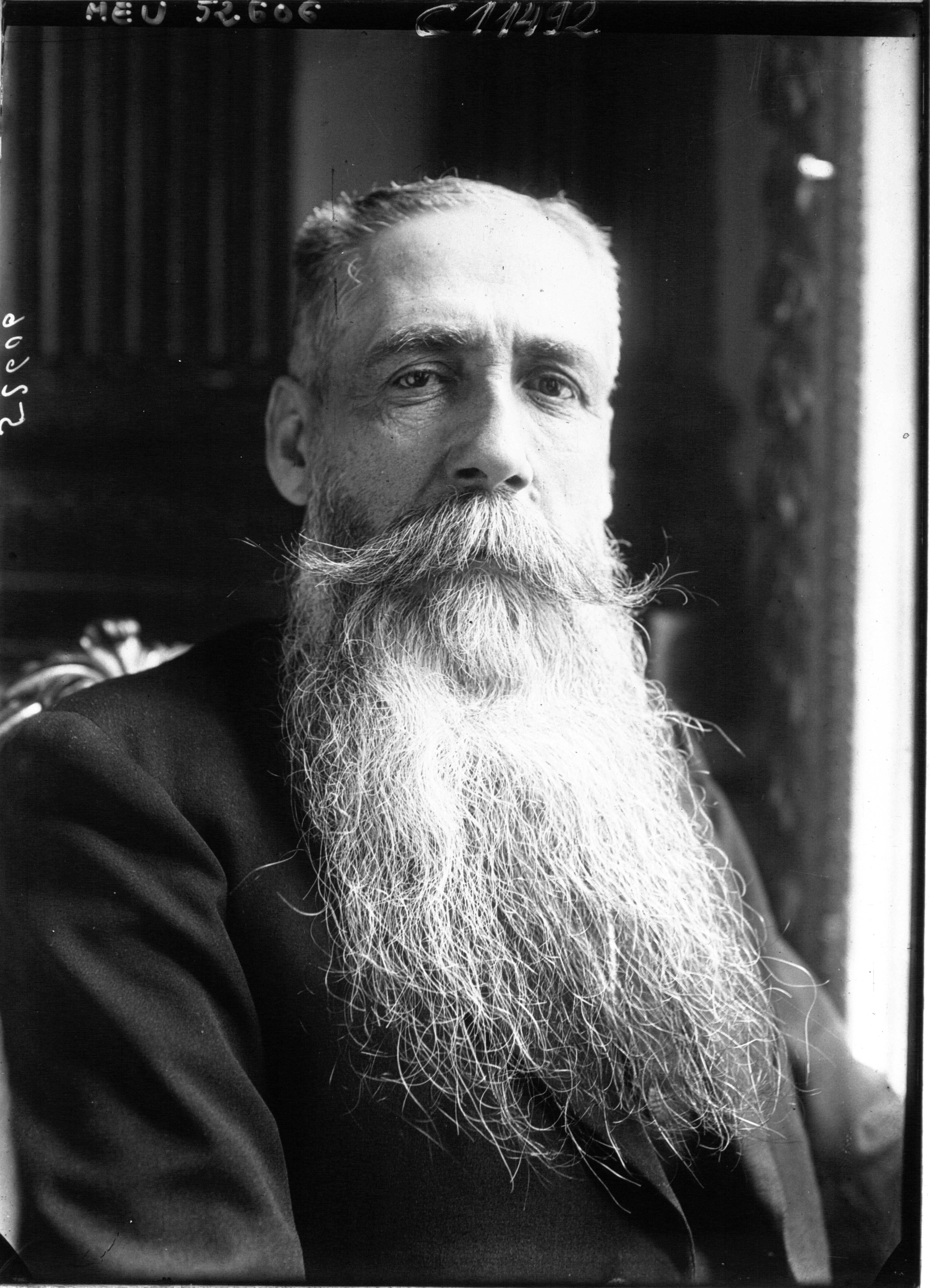
Jean-Baptiste Abel (1914)

Jean-Baptiste Eugène Abel (* 12. Januar 1863 in Toulon; † 30. September 1921 ebenda) war ein französischer Politiker. Der langjährige Parlamentarier in der Zeit der Dritten Französischen Republik übte kurzzeitig das Amt des Arbeitsministers aus und wurde 1919 zum Generalgouverneur von Algerien ernannt.

## Leben
Nach einem Studium der Rechtswissenschaften ließ er sich als Anwalt in seinem Geburtsort Toulon nieder. Seine politische Laufbahn begann 1891, als er sich in den Generalrat von Var wählen ließ. Dort wurde er 1893 Vizepräsident des Rates. Im selben Jahr setzte er sich bei den Wahlen zur französischen Abgeordnetenkammer knapp gegen seine Konkurrenten durch und errang somit einen Sitz im französischen Parlament. Nachdem er bei den darauffolgenden Wahlen zur Nationalversammlung nicht gewählt worden war, wurde er zum Berater an den Kammergerichten von Riom und Nîmes ernannt.
Abel kehrte 1910 in die Abgeordnetenkammer zurück, wurde im Mai 1914 wiedergewählt und bekleidete dort von 1915 bis 1919 das Amt des Vizepräsidenten. In der kurzen Regierungszeit unter Premierminister Alexandre Ribot vom 9. bis 13. Juni 1914 wurde Abel die Leitung des Ministeriums für Arbeit und Sozialfürsorge übertragen. Georges Clemenceau ernannte Abel im Juli 1919 zum Generalgouverneur von Algerien. Abel übte das Amt auch nach erfolgreicher Wiederwahl in die Abgeordnetenkammer im November 1919 bis kurz vor seinem Tod aus.